# Mick Hucknall
Michael James Hucknall (Manchester, 8 de junho de 1960), conhecido como Mick Hucknall, é vocalista e o principal membro e compositor da banda Simply Red.

## Vida pessoal
Mick Hucknall nasceu em Manchester, na Inglaterra, em 8 de Junho de 1960, filho de Reginald Hucknall (1932-2005), e de Maurren Hucknall. Estudou na Audenshaw School, em Audenshaw, próximo a Manchester. Quando Mick tinha 3 anos, a sua mãe, Maureen, abandona a família e, Mick foi criado sozinho pelo pai, que era proprietário de uma barbearia em Stockport, nos arredores de Manchester. Reencontrou a mãe poucas vezes depois disso: em 1990, em Dallas, Texas, onde ela vivia e 18 anos depois, mais uma vez chamando a atenção da mídia.
Mick tem uma filha, Romy True Hucknall, nascida em 14 de junho de 2007, com a sua companheira Gabriella Wesberry. Hucknall e Wesberry casaram em 25 de maio de 2010, no Castelo Forter, do século XVI, em Glenisla, Perthshire, Escócia. Ele passa uma considerável quantidade de tempo na Irlanda, onde ele comprou uma propriedade (Glenmore Estate) no condado de Donegal. O seu nome artístico surgiu de um mal-entendido. Quando perguntado pelo apresentador de um show sobre o seu nome, Hucknall disse "Vermelho (Red)". Devido ao alto barulho, o apresentador voltou a perguntar seu nome, e Hucknall gritou "Apenas Vermelho (Simply Red)". O apresentador entendeu mal e anunciou "Simply Red".

## Carreira
Mick começou a carreira como DJ e o seu primeiro contato com o meio artístico foi através do cenário inglês setentista do punk, com a banda Frantic Elevators. quando surgiriam bandas como Sex Pistols e Joy Division. O seu sucesso veio, no entanto, com o grupo Simply Red, através do qual conseguiram o primeiro grande hit, que foi "Holding Back the Years". Atualmente, além da música, Mick também produz vinho tinto em Itália, chamado "Il Cantante" (O cantor) e é um dos donos do restaurante Man Ray, em Paris, ao lado de Johnny Depp, John Malkovich e Sean Penn. É reconhecido ainda como grande fã e sócio colaborativo do time inglês de futebol Manchester United. Mick é ainda proprietário do selo simplyred.com e um dos fundadores do selo de reggae Blood and Fire.
Em 2008, lançou um álbum a solo Tribute to Bobby, que foi o primeiro da sua carreira solo, com a descontinuidade dos Simply Red no final de 2010, após 30 anos de consecutivos sucessos.
Em 2012, lançou o segundo álbum a solo, uma compilação dos seus temas soul favoritos, com o titulo American Soul.
Atualmente, tem 12 temas originais já escritos, para o seu terceiro álbum, ainda sem data prevista de lançamento.

## Discografia solo

### Álbuns
| Ano  | Álbum                                             | Posições nas paradas | Posições nas paradas | Posições nas paradas | Posições nas paradas | Posições nas paradas | Posições nas paradas | Certificações |
| Ano  | Álbum                                             | RU                   | AUT                  | GER                  | IT                   | NL                   | SWI                  | Certificações |
| ---- | ------------------------------------------------- | -------------------- | -------------------- | -------------------- | -------------------- | -------------------- | -------------------- | ------------- |
| 2008 | Tribute to Bobby - Lançado em: 19 de maio de 2008 | 18                   | 39                   | 37                   | 25                   | 23                   | 29                   |               |
| 2012 | American Soul - Lançado em: 29 de outubro de 2012 | 6                    | 11                   | 12                   | 22                   | 15                   | 18                   | Gold (BPI)    |

### Singles
| Ano  | Single                         | Posições máximas nas paradas | Álbum            |
| Ano  | Single                         | RU                           | Álbum            |
| ---- | ------------------------------ | ---------------------------- | ---------------- |
| 2008 | "Poverty"                      | —                            | Tribute to Bobby |
| 2008 | "Farther Up the Road"          | —                            | Tribute to Bobby |
| 2011 | "Happy This Christmas"         | —                            | Non-album single |
| 2012 | "That's How Strong My Love Is" | 118                          | American Soul    |

### Outras aparições
Em 1986, ele forneceu vocais de apoio para o filme musical Little Shop of Horrors.
| Ano  | Canção                               | Álbum                                                                 |
| ---- | ------------------------------------ | --------------------------------------------------------------------- |
| 1999 | "Ain't That a Lot of Love"           | Reload (with Simply Red and Tom Jones)                                |
| 2002 | "T-Bone Shuffle"                     | Jools Holland's Big Band Rhythm & Blues                               |
| 2012 | "I Got It Bad (And That Ain't Good)" | Jools Holland & His Rhythm & Blues Orchestra – The Golden Age Of Song |

| Ano  | Canção                                  | Álbum                                                                                |
| ---- | --------------------------------------- | ------------------------------------------------------------------------------------ |
| 1997 | "Someday in my Life"                    | Leggera (Mina)                                                                       |
| 2012 | "One of Us Must Know (Sooner or Later)" | Chimes of Freedom: The Songs of Bob Dylan Honoring 50 Years of Amnesty International |
| 2015 | "Streets of Arklow"                     | Duets: Re-Working The Catalogue (Van Morrison)                                       |